# Миттермайер, Карл Иосиф Антон
Карл Иосиф Антон Миттермайер (нем. Carl Joseph Anton Mittermaier; 5 августа 1787, Мюнхен — 28 августа 1867, Гейдельберг) — немецкий учёный-правовед, журналист и политик.

## Биография
В 1805 году поступил на юридический факультет университета в Ландсхуте, где стал одним из основателей студенческой корпорации Bavaria. В 1807 по рекомендации баварского министра фон Центнера стал секретарем Ансельма фон Фейербаха. В 1808 продолжил образование в Гейдельбергском университете, где год спустя получил докторскую степень.
До 1809-го года давал частные уроки, а после стал приват-доцентом. В 1811 году профессором права в университете Ландсхута и баварским надворным советником. В 1818 году он перешёл в Боннский университет, а с 1821 г. преподавал в Гейдельберге. Он сделал несколько ознакомительных поездок и был редактором нескольких юридических и политических изданий, в частности, вместе с Карлом Мати и Фридрихом Даниэлем Бассерманом основал первую всегерманскую газету «Дойче цайтунг».
Миттермайер был одной из ключевых фигур умеренного немецкого либерализма. С 1829 член Законодательной комиссии в Бадене, в 1831—1840 и 1846—1849 член парламента второй палаты Ассамблеи Бадена. Большую часть времени возглавлял парламент. Был членом Вайнхаймского пресс-фестиваля в 1832 и 1848-м в заседании Гейдельберга.
Занимал пост президента Предпарламента во Франкфурте-на-Майне, и с 18 мая 1848 по 30 мая 1849 в Баден-Бадене и во Франкфурте в Национальном собрании.
Получил множество почётных докторских степеней и был членом многих научных обществ в Европе и США. Город Гейдельберг наградил его званием почетного гражданина в 1836 году.
Приобретённое им в Гейдельберге в 1822 году здание, названное в его честь «Пале Миттермайер», сегодня Карлштрассе 8, одно время было местом жительства родителей Рихарда фон Крафт-Эбинга, сегодня является одним из старейших сохранившихся зданий в стиле барокко в Гейдельберге.